# قصف طوكيو (10 مارس 1945)

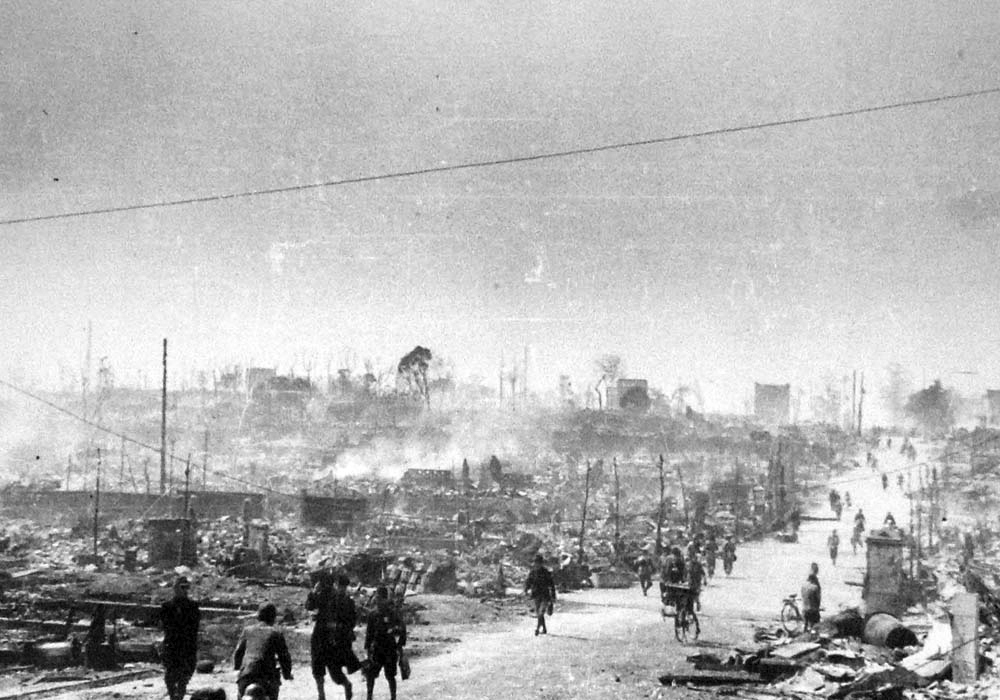
التقطت إيشيكاوا كويو الصورة (1904-1989) في طوكيو حوالي 10 من مارس 1945

في ليلة 9\10 مارس من عام 1945، شنت القوى الجوية للجيش الأمريكي غارة مدمرة بالقنابل الحارقة على العاصمة اليابانية طوكيو. أطلقت القوى الجوية للجيش الأمريكي على هذا الهجوم الاسم الرمزي عملية منزل الاجتماع ويُعرف الهجوم في اليابان باسم غارة طوكيو الجوية الكبرى. أُسقطت القنابل من قاذفات بوينغ بي 29 سوبرفورتريس الثقيلة لتحرق معظم أجزاء شرق طوكيو. قُتل ما يزيد عن 90 ألف وربما ما يزيد عن 100 ألف ياباني، معظمهم من المدنيين وشُرد مليون شخص مما جعله الهجوم الجوي الأكثر تدميرًا في تاريخ البشرية. أثبتت الدفاعات الجوية والمدنية اليابانية عدم فعاليتها إلى حد كبير، وفُقدت 14 طائرة أمريكية و96 طيارًا.
كان الهجوم على طوكيو تكثيفًا للغارات الجوية على اليابان التي بدأت في يونيو من عام 1944. قبل هذه العملية، صبت القوى الجوية للجيش الأمريكي تركيزها على حملة قصف دقيق تستهدف المنشآت الصناعية اليابانية. لم تتكلل هذه الهجمات بالنجاح إجمالًا، مما ساهم في قرار الانتقال إلى إلقاء قنبلة حارقة. كانت العملية خلال الساعات الأولى من يوم 10 مارس أول غارة كبيرة بالقنابل الحارقة ضد مدينة يابانية، واستخدمت القوى الجوية للجيش الأمريكي تكتيكات مختلفة بشكل كبير عن تلك المستخدمة في الغارات الدقيقة، بما في ذلك القصف الليلي مع تحليق للطائرات على ارتفاعات منخفضة. أدى الدمار الشامل الذي تسببت به الغارة إلى أن تصبح هذه التكتيكات معيارًا لطائرات الجوية الأمريكية حتى نهاية الحرب.
كان هناك جدل استمر طويلًا حول أخلاقيات إلقاء القنابل الحارقة على طوكيو في 10 مارس. غالبًا ما يستشهد بالغارة كمثال بارز في انتقاد حملات القصف الاستراتيجية للحلفاء، ويجادل العديد من المؤرخين والمعلقين بأنه من غير المقبول أن تستهدف القوى الجوية للجيش الأمريكي المدنيين بصورة متعمدة، ويقول مؤرخون آخرون أنه لم يكن ثمة خيار لدى القوى الجوية للجيش الأمريكي سوى تغيير تكتيكات قصف المنطقة بالنظر إلى فشل حملة القصف الدقيق. من المسلّم به عمومًا أن التكتيكات المستخدمة ضد طوكيو وفي غارات لاحقة مماثلة كانت ناجحة من الناحية العسكرية. أُحيت ذكرى الهجوم عبر نصبين تذكاريين رسميين والعديد من النصب التذكارية في الأحياء السكنية ومتحف يديره القطاع الخاص.

## الخلفية
شددت عقيدة ما قبل الحرب الخاصة بالقوى الجوية للجيش الأمريكي على القصف الدقيق لمنشآت صناعية رئيسية بدلًا من قصف مناطق المدن. استخدمت هجمات القصف الاستراتيجي الأمريكية المبكرة على ألمانيا تكتيكات دقيقة، وسعى طواقم القاذفات إلى تحديد أهدافهم بصريًا. ثبت أن تحقيق هذا كان أمرًا صعبًا من الناحية العملية. خلال الأشهر العشرين الأخيرة من الحرب في أوروبا، شكلت الهجمات غير المرئية نحو نصف حملة القصف الاستراتيجي الأمريكية ضد ألمانيا. وشملت تلك الحملة غارات كبرى لقصف مناطق في برلين ودريزدن، فضلًا عن هجمات على العديد من البلدات والمدن التي نُفذت كجزء من عملية كلاريون. استخدمت الهجمات الأمريكية على ألمانيا بشكل أساسي قنابل شديدة الانفجار، وشكلت القنابل الحارقة 14% فقط من تلك التي أسقطتها القوة الجوية الثامنة. ركزت قيادة القاذفات البريطانية على تدمير المدن الألمانية منذ أوائل العام 1942 حتى نهاية الحرب، وكانت القذائف الحارقة تمثل 21% من حمولة القنابل التي أسقطتها طائراتها. أسفر قصف مناطق المدن الألمانية من قبل قوات الحلفاء عن مقتل مئات الآلاف من المدنيين وعاصفة نارية ضخمة في مدن كهامبورغ ودريزدن. شنت القوات اليابانية طوال فترة الحرب هجمات قصف مناطق على مدن صينية. وجرت محاولات قليلة لاستهداف المنشآت الصناعية بهدف ترهيب المدنيين وقطع مصادر الإمدادات عن القوات الصينية. تعرضت مدينة تشونغتشينغ، العاصمة المؤقتة للصين، لهجمات متكررة بالطائرات باستخدام قنابل حارقة وشديدة الانفجار. دمرت تلك الغارات معظم أجزاء المدينة.
كانت غارة دوليتل التي شُنت في 18 أبريل 1942 أول هجوم جوي على طوكيو، إلا أنها لم تُلحق ضررًا كبيرًا بالمدينة. في يونيو 1944 بدأت قاذفة القنابل إكس إكس التابعة للقوى الجوية للجيش الأمريكي حملة ضد اليابان مستخدمة قاذفات بي 29 سوبرفورتريس التي كانت تطير من مطارات في الصين. كانت طوكيو خارج نطاق سوبرفورتريس التي كانت تقوم بعملياتها من الصين، ولم تتعرض لهجوم. تغير هذا في أكتوبر 1944 حين بدأت بي 29 الخاصة بقاذفة القنابل إكس إكس آي بالانتقال إلى المطارات في جزر ماريانا. كانت هذه الجزر قريبة بما يكفي من اليابان لتشن طائرات بي 29 حملة قصف مستمرة ضد طوكيو ومعظم المدن اليابانية الأخرى. جرى أول تحليق لسوبرفورتريس فوق طوكيو في 1 نوفمبر، حين أخذت طائرة استطلاع صورًا لمنشآت صناعية ومناطق حضرية في المقاطعات الغربية للمدينة. صُوّر ما تبقى من طوكيو في رحلات استطلاعية لاحقة، واستُخدمت هذه الصور للتخطيط لغارة 10 مارس وهجمات أخرى على المناطق الحضرية. حددت الخطة الشاملة لحملة القصف الاستراتيجي ضد اليابان بأنها ستبدأ بغارات قصف دقيق ضد المنشآت الصناعية الرئيسية وأنها ستشمل في وقت لاحق هجمات بالقنابل الحارقة على المدن. في 11 نوفمبر 1944 حددت أولى الأوامر التوجيهية التي أوعزت إلى قيادة القاذفة إكس إكس آي من قبل وحدتها الأم، القوة الجوية العشرين، أن الهدف الرئيسي كان الطائرات اليابانية ومصانع محركات الطائرات. وكان مقررًا شن هجوم بالقصف الدقيق على هذه الأهداف. وحُددت المدن اليابانية كهدف ثانوي، مع السماح باستخدام قصف المناطق ضد هذه المدن. أشارت التوجيهات إلى أنه من المرجح أن تصدر أوامر بشن غارات بالقنابل الحارقة ضد المدن لاختبار فعالية هذا التكتيك. امتلكت القوة الجوية العشرون هيكل قيادة استثنائي، إذ كان يرأسها شخصيًا الجنرال هنري أرنولد، الضابط القائد في القوى الجوية للجيش الأمريكي.
بدأت غارات طائرات بي 29 على طوكيو في 24 نوفمبر. استهدفت أولى الغارات مصنع محركات طائرات على أطراف المدينة، ولم تتسبب سوى بأذى طفيف. استخدمت الغارات اللاحقة لقيادة القاذفة إكس إكس آي على طوكيو ومدن أخرى بشكل أساسي تكتيكات القصف الدقيق والقنابل شديدة الانفجار، ولم تنجح إلى حد كبير بسبب سوء الظروف الجوية ومجموعة من المشاكل الميكانيكية التي أثرت على طائرات بي 29. أدت هذه الإخفاقات إلى إعفاء رئيس القيادة من منصبه في يناير من عام 1945. وحل محله اللواء كورتيس ليماي، قائد قاذفة القنابل إكس إكس. اعتبر أرنولد والمقر الرئيسي للقوة الجوية العشرين الحملة ضد اليابان غير ناجحة حتى ذلك الوقت، وأدرك ليماي أنه سيعفى من منصبه أيضًا في حال فشله في تحقيق النتائج. كان ليماي يعتقد أن تحويل التركيز من القصف الدقيق إلى قصف المناطق كان الخيار الواعد بتغيير أداء قيادة القاذفة إكس إكس آي.

## التحضيرات

### غارات القنابل الحارقة الأولى على اليابان
بدأ واضعو خطط القوى الجوية للجيش الأمريكي في تقييم جدوى حملة إلقاء قنابل حارقة ضد المدن اليابانية في عام 1943. كانت المنشآت الصناعية الرئيسية في اليابان عرضة لمثل هذه الهجمات مع تركزها في عدة مدن كبيرة، وازدادات الإنتاجية بنسبة عالية في المنازل والمصانع الصغيرة في المناطق الحضرية. قدر واضعو الخطط أن الهجمات بالقنابل الحارقة على أكبر ست مدن في اليابان يمكن لها أن تتسبب بضرر مادي لما يقارب 40% من المنشآت الصناعية وتؤدي إلى خسارة 7.6 مليون شهر من العمل.